# NGC 3488
NGC 3488 é uma galáxia espiral barrada (SBc) localizada na direcção da constelação de Ursa Major. Possui uma declinação de +57° 40' 39" e uma ascensão recta de 11 horas, 01 minutos e 23,6 segundos.
A galáxia NGC 3488 foi descoberta em 8 de Abril de 1793 por William Herschel.